# Festival de la musique araméenne
 (novembre 2019).
Le festival de la musique araméenne est le premier festival international de musique araméenne, qui s'est tenu dans le village syriaque de Tannourine, dans le mont Liban, au Liban, entre le 1er et le 4 août 2008, à l'intention du peuple syriaque.
Des chanteurs comme Gabi Conda, Sina Marawge, Massoud Elia et Elie Gabriel étaient présents au festival.